# Liberazione del Finnmark
La liberazione del Finnmark fu un'operazione militare che durò dal 23 ottobre 1944 al 26 aprile 1945 e in cui le forze sovietiche e norvegesi strapparono il controllo del Finnmark, la contea più settentrionale della Norvegia, alla Germania. Iniziò con un'importante offensiva sovietica che liberò Kirkenes.

## Contesto strategico

Il Finnmark, in rosso

Dopo l'occupazione della Norvegia, il governo norvegese in esilio stabilì una missione militare a Mosca sotto la guida del colonnello Arne Dagfin Dahl. Anticipando la fine della seconda guerra mondiale, Stati Uniti d'America, Regno Unito e Unione Sovietica firmarono un accordo con i norvegesi il 17 marzo 1944 in merito all'amministrazione del territorio qualora fosse stato occupato da una delle tre parti. L'accordo prevedeva che le autorità militari avrebbero avuto il massimo controllo civile finché il conflitto fosse persistito.
Dopo l'armistizio di Mosca tra l'Unione Sovietica e la Finlandia il 4 settembre 1944, la regione di Petsamo, ancora ampiamente occupata dai tedeschi, fu ceduta all'URSS e il governo finlandese accettò di rimuovere le rimanenti forze tedesche nel loro territorio entro il 15 settembre. Questo scatenò la guerra di Lapponia. Durante la ritirata della 20. Gebirgs-Armee, la 20ª Armata da montagna, chiamata Operazione Birke, l'Oberkommando der Wehrmacht decise di ritirarsi completamente dalla Norvegia settentrionale e dalla Finlandia, nella Operazione Nordlicht. Mentre i tedeschi si preparavano per questa operazione, i sovietici decisero di prendere l'iniziativa sul fronte careliano.
La Stavka decise di muovere contro le forze tedesche nell'Artico alla fine del 1944. L'operazione doveva essere intrapresa congiuntamente dal fronte careliano sotto il comando del generale Kirill Mereckov e della Flotta del Nord sotto l'ammiraglio Arsenii Golovko. Le operazioni principali dovevano essere condotte dalla 14ª Armata guidata dal tenente generale Vladimir Ščerbakov, che era stato nell'Artico dall'inizio della guerra. A guidare l'offensiva sarebbe stata la 10ª Divisione delle guardie, guidata dal maggiore Khudalov.
L'aeronautica militare sovietica attaccava le posizioni tedesche nel Finnmark almeno da febbraio. Hammerfest fu attaccata per la prima volta il 14 febbraio 1944. Il 23 agosto bombardò la città di Vadsø, che ospitava circa 2 000 soldati tedeschi. Hammerfest fu bombardata una seconda volta il 29 agosto. Gravemente danneggiata, ciò che restava degli insediamenti sarebbe stato quasi completamente distrutto durante il ritiro tedesco nei mesi seguenti.
I preparativi sovietici, che duravano da due mesi, non erano passati inosservati ai tedeschi. Il generale Lothar Rendulic, che era sia capo della 20ª Armata sia comandante generale del teatro, era consapevole della minaccia rappresentata dall'offensiva imminente. Prima dell'inizio dell'attacco sovietico, ai tedeschi in difesa era stato ordinato di abbandonare Petsamo il 15 ottobre e Kirkenes all'inizio di novembre. Per arrestare i sovietici, i tedeschi attuarono una politica di terra bruciata e iniziarono a sabotare le infrastrutture locali e distruggere i villaggi nelle vicinanze. Migliaia di civili provenienti dal Finnmark e dal nord di Troms furono evacuati con la forza nella Norvegia meridionale. Tra 43 000 e 45 000 civili norvegesi furono costretti a lasciare il Finnmark. Rendulic affermò di aver sfrattato con successo tutti tranne 200 norvegesi che promise di gestire. In realtà tra 20 000 e 25 000 civili evitarono il trasferimento, compresi i 10 000 residenti di Kirkenes e della penisola di Varanger che non potevano essere spostati a causa di vincoli logistici e 8 500 nomadi Sami che erano esenti dalla politica di rimozione.
I sovietici attaccarono il 7 ottobre. Catturarono Petsamo il 15 ma, a causa di problemi di approvvigionamento, dovettero interrompere l'offensiva per tre giorni. Riprendendo il 18, avanzarono lungo la strada di Petsamo-Tarnet, raggiungendo il confine norvegese la sera del 19 ottobre. Da qui i sovietici avrebbero continuato verso Kirkenes.

## Liberazione

### Ricattura di Kirkenes
La lotta per Kirkenes iniziò il 23 ottobre 1944, quando la 14ª Divisione del fucile sovietica respinse una serie di contrattacchi da Tarnet a Kirkenes mentre inseguivano i tedeschi in ritirata dalla Finlandia. Quella notte la 45ª Divisione del fucile attraversò il fiordo di Jar, lasciando i loro carri armati e lanciarazzi con la 14ª Divisione del fucile. Più a sud la 10ª Divisione delle guardie attraversò un ponte a Holmfoss, accompagnata da carri armati KV e artiglieria semovente.
Il 24 ottobre la 45ª Divisione del fucile incontrò poca resistenza mentre avanzava fino al bordo del Bøkfjord, proprio di fronte a Kirkenes. La 14ª Divisione del fucile ebbe più problemi a Elvenes, dove i tedeschi distrussero il ponte locale per impedire loro di attraversare il fiordo. Due compagnie furono in grado di attraversare il fiordo più a sud, dove il divario era largo 150-200 metri. La 10ª Divisione delle guardie era avanzata entro 10 chilometri a sud di Kirkenes, assicurando le miniere di ferro dove riparando molti civili. Il 28º Reggimento dei fucili fu staccato dalla divisione Guardie per interrompere una potenziale fuga tedesca intorno al Langfjord, poiché le forze originariamente assegnate a questo compito avevano scarse risorse. La ricognizione aerea sovietica notò che le colonne tedesche si ritiravano da Kirkenes verso Neiden. Incendi ed esplosioni furono visti nella città, mentre i tedeschi in ritirata avevano dato alle fiamme la città come parte di una campagna di terra bruciata. La 10ª Divisione delle guardie raggiunse la periferia sud della città entro le 03:00 del 25 ottobre e ingaggiò i tedeschi in ritirata.

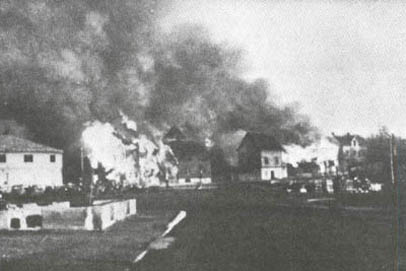
Kirkenes incendiata dai tedeschi

Le forze sovietiche di Elvenes tentarono di nuovo di attraversare il Bøkfjord verso le 05:00. I tedeschi resistettero alla'assalto per circa un'ora prima di essere costretti a ritirarsi con un attacco diretto e un pesante bombardamento di artiglieria. Utilizzando vecchi veicoli anonimi Lend-Lease e zattere di fortuna, la maggior parte dei corpi sovietici riuscì ad attraversare il fiume entro le 09:00. Da lì si diressero verso la periferia sud-orientale di Kirkenes.
Supportate da carri armati e artiglieria, le divisioni 10, 65 e 14 del fucile eliminarono l'ultima retroguardia tedesca entro mezzogiorno del 25 ottobre.

### Operazioni sovietiche finali
Il 26 ottobre la 10ª Divisione del fucile catturò un campo d'aviazione tedesco di 15 chilometri a ovest di Kirkenes. Il 28º Reggimento dei fucili arrivò sull'autostrada 50 a Munkelv quella mattina, solo per scoprire che le unità tedesche si stavano ancora ritirando dall'area. Seguirono i combattimenti e i sovietici bloccarono sommariamente la strada, costringendo i tedeschi ad evacuare a nord dove furono estratti per mare. Di sera, l'intera area di Munkelv era protetta e i sovietici si stavano spingendo verso il fiume Neiden.
La retroguardia tedesca aveva preparato in fretta una difesa a Neiden su una linea di cresta. Con l'aiuto di pescatori locali, i sovietici furono in grado di attraversare il fiume il 27 ottobre e catturare la cresta. I combattimenti furono feroci e i tedeschi riuscirono a bruciare tutti gli edifici del villaggio, tranne la chiesa locale, prima di ritirarsi.
Di fronte a terreni accidentati e temperature sempre più fredde, alle truppe della 14ª Armata nella zona fu ordinato di fermare la loro avanzata e assumere una posizione difensiva. Solo una forza di ricognizione della 114ª Divisione del fucile continuò verso ovest. Arrivò a 116 chilometri a nord-ovest di Neiden prima di fermarsi il 13 novembre a Tana.

### Schieramento delle forze norvegesi

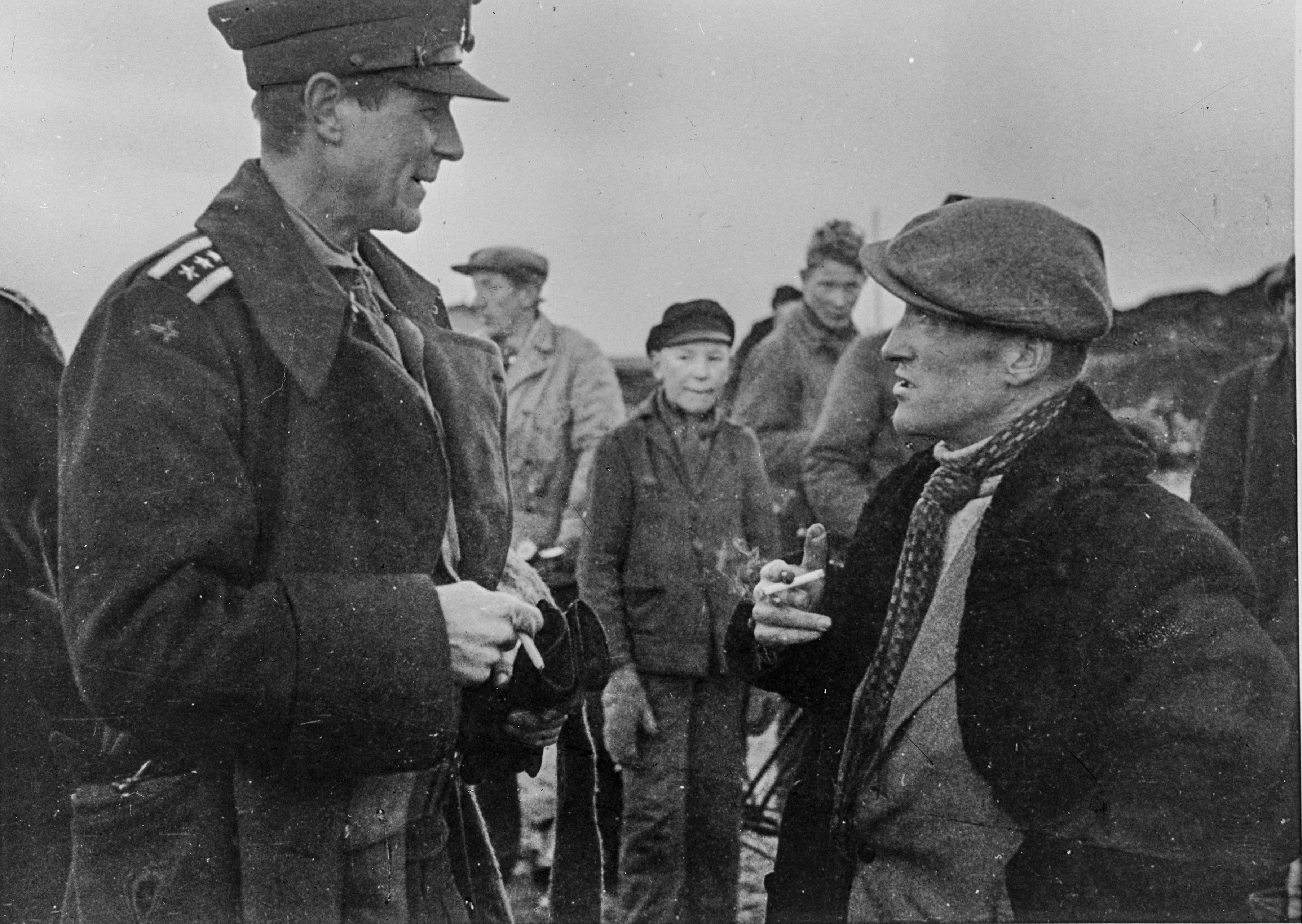
Il colonnello Arne Dagfin Dahl (a sinistra) durante una conversazione con Peder Holt, il governatore ad interim del Finnmark, a Vadsø, alla fine del 1944

Il 25 ottobre 1944, sentendo che i sovietici stavano entrando nella Norvegia settentrionale, i britannici ordinarono l'immediato dispiegamento di forze norvegesi nell'area per aiutare. I norvegesi si radunarono sotto il colonnello Dahl con una missione (collegarsi con i sovietici e ristabilire l'amministrazione civile in Norvegia), la 231° forza "Bergkompani 2" (2ª Compagnia da montagna) sotto il maggiore S. Rongstad, un comando di area navale con 11 uomini e un'"Area Comando Finnmark" con 12 uomini. Contrassegnati dalla Forza 138 dei britannici, i norvegesi si imbarcarono sulla HMS Berwick come parte dell'Operazione Crofter, arrivando a Murmansk il 6 novembre. Da lì presero una nave sovietica per Liinakhamari e salendo su un camion che alla fine li portò nel Finnmark il 10 novembre. Il colonnello Dahl diresse la sua missione a Bjørnevatn.

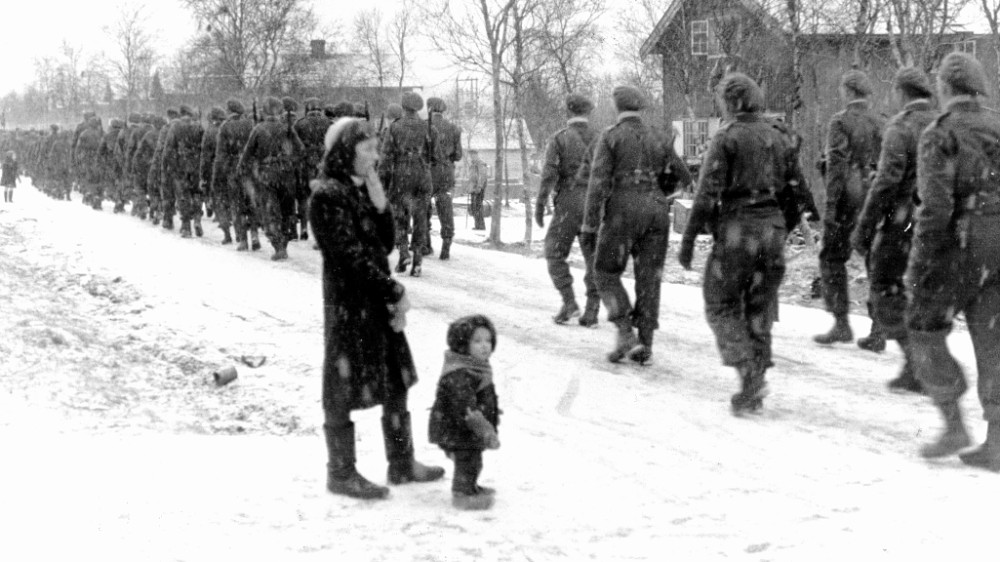
Forze libere norvegesi marciano attraverso Bjørnevatn nel novembre 1944

Il comandante sovietico nelle retrovie, il tenente generale Ščerbakov, desiderava che i norvegesi fossero schierati in prima linea il più presto possibile. Troppo piccoli per coprire il fronte da soli, i norvegesi si arruolarono volontari locali, inserendoli in "compagnie di guardia" formate frettolosamente e armate con armi sovietiche, in attesa dell'arrivo dei rinforzi dal Regno Unito. Furono reclutati circa 1 500 uomini nella zona di Kirkenes. Il 29 novembre le corvette norvegesi Eglantine e Castello di Tønsberg e tre dragamine furono spedite dal Loch Ewe come parte del convoglio JW 62 con 2 000 tonnellate di rifornimenti per assistere le forze norvegesi nel Finnmark. Raggiunsero Kola Inlet senza incidenti il 7 dicembre. Una delle dragamine in seguito colpì una miniera e affondò.
I norvegesi Rikspoliti (truppe di polizia), che da due anni si allenavano segretamente in Svezia, iniziarono a operare il 12 gennaio 1945. Complessivamente sarebbero stati trasportati 1 442 uomini e 1 225 tonnellate di materiale da Kallax, in Svezia, fino al Finnmark. Entro aprile 1945 ci sarebbero stati più di 3 000 soldati norvegesi nel Norvegia settentrionale.
Una delle prime imprese della forza norvegese fu la ricognizione in prima linea. Questo per monitorare i movimenti delle truppe tedesche e indagare sulla posizione della popolazione locale. I rapporti di Porsanger mostravano che i tedeschi erano in procinto di ritirarsi, ma erano impegnati a posare mine e bruciare edifici. Pochi civili furono lasciati.

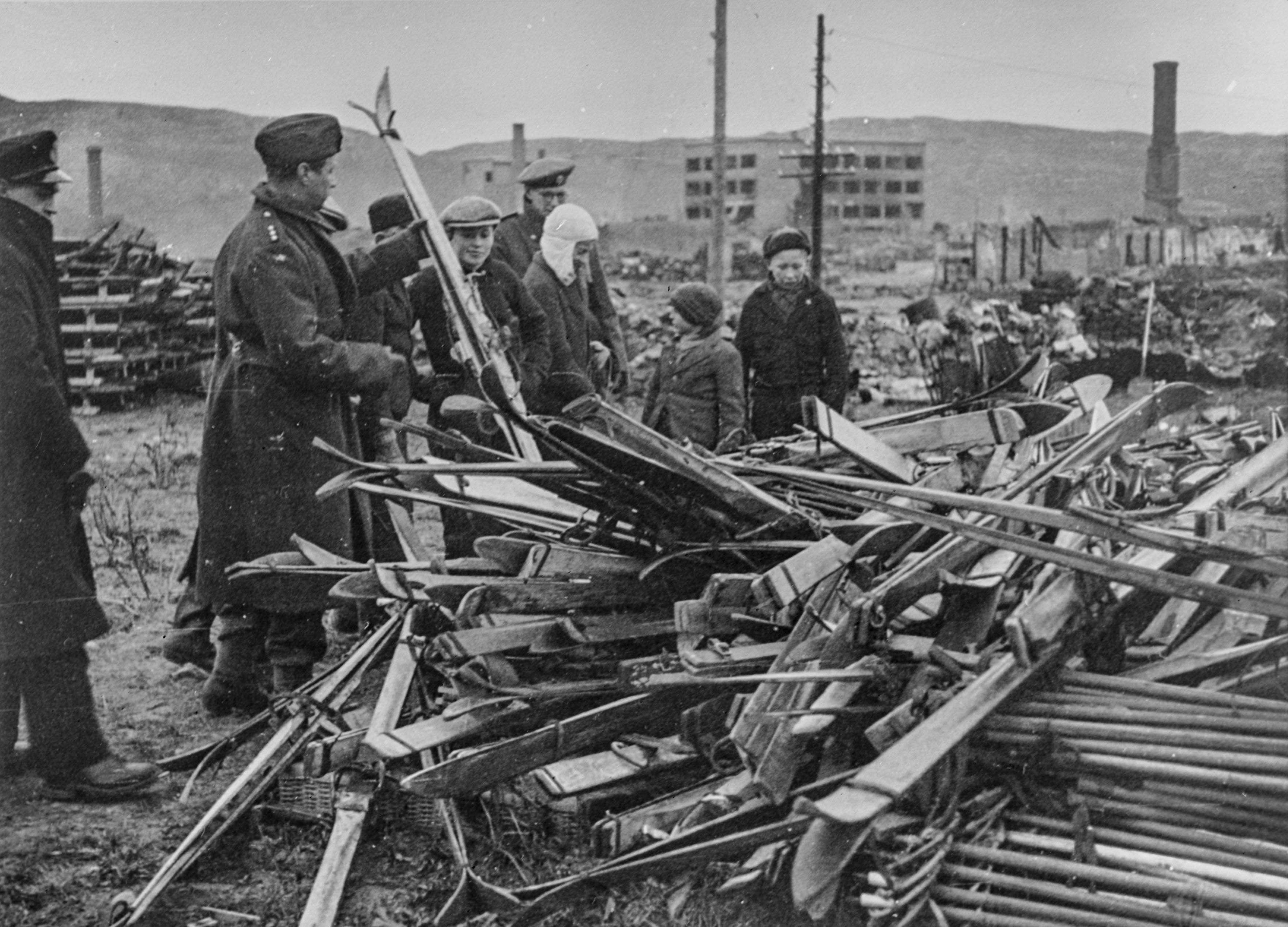
Ufficiali norvegesi esaminano gli sci lasciati dalle truppe tedesche in ritirata nel Finnmark

Durante questo periodo alcuni locali che si erano nascosti nell'area iniziarono a tornare ai loro insediamenti distribuiti. A Gamvik circa 300 civili che avevano evitato l'evacuazione costruirono baracche temporanee dai relitti per ripararsi. Il 19 dicembre 1944 le S-Boot tedesche schierarono le squadre di sbarco per distruggere la città una seconda volta. Alcuni cittadini riuscirono ad armarsi e trattenere i tedeschi abbastanza a lungo da consentire la fuga della maggior parte della popolazione. 17 persone furono catturate e costrette a evacuare.
Le truppe norvegesi inviarono partiti di salvataggio sotto il colonnello Gunnar Johnson per aiutare i civili rimasti bloccati nel Finnmark occidentale. Nel Natale del 1944 quasi 900 persone furono evacuate con successo nel territorio liberato. Nel gennaio del 1945 iniziò a fare piani per un'operazione di salvataggio sull'isola di Sørøya. Il 15 febbraio nell'unica azione militare diretta intrapresa dagli alleati occidentali (diversi dalla Norvegia) durante la campagna, un cacciatorpediniere canadese e tre britannici salvarono 502 uomini, donne e bambini dall'isola.
Il 1945 un gruppo di miliziani norvegesi iniziò a operare sull'isola, aggredendo le pattuglie tedesche mentre cercava di evitare la distruzione. Varie schermaglie e incursioni tra febbraio e marzo provocarono la morte di 6 miliziani e la cattura di altri 14. Sei navi da pesca impiegate dalla milizia furono distrutte in un attacco aereo tedesco. Diversi tedeschi furono anche uccisi sull'isola.
Altrove i norvegesi aiutarono la gente del posto e affrontarono il raid tedesco occasionale. Bergkompani 2 perse 4 uomini mentre riprendeva il Finnmark. Il 26 aprile 1945 i norvegesi dichiararono che il Finnmark era stato liberato. Al momento della resa generale tedesca in Europa l'8 maggio, il 1º Battaglione Varanger era in bilico sul confine tra Finlandia e Troms.

## Conseguenze
I tedeschi nel resto della Norvegia capitolarono l'8 maggio, ponendo fine definitivamente al conflitto.
Quasi 2 900 soldati sovietici morirono in Norvegia durante il conflitto.
La popolazione civile fu il gruppo più colpito dalla campagna. I tedeschi, nel perseguimento della loro strategia di terra bruciata, distrussero migliaia di case, fienili, capannoni e attività commerciali, insieme a gran parte delle infrastrutture del Finnmark. Quasi tutti i centri, Kirkenes, Hammerfest, Hasvik, Vardø, Skarsvåg, Tufjord, Karmoyvaer, Gjesvær, Nordvågen e Neiden furono bruciati. Circa 2/3 delle case di Vadsø furono distrutte. Berlevåg, Mehamn e Gamvik furono completamente rasi al suolo. Circa 50 000 persone fuggirono o furono costrette a evacuare a sud dai tedeschi. Si stima che oltre 300 civili siano morti a causa dell'esposizione e di altre cause durante questo esodo. Altri 25 000 scelsero di rimanere al riparo nelle capanne, grotte e miniere improvvisate. Un singolo tunnel vicino a Bjørnevatn conteneva 3 000 persone. Parti di Troms furono evacuate e bruciate, in attesa di una condizione dell'offensiva alleata da nord. Anche dopo che le ostilità erano cessate, molti civili non potevano tornare alle loro case fino a quando gli Alleati non avessero eliminato le rimanenti munizioni tedesche.

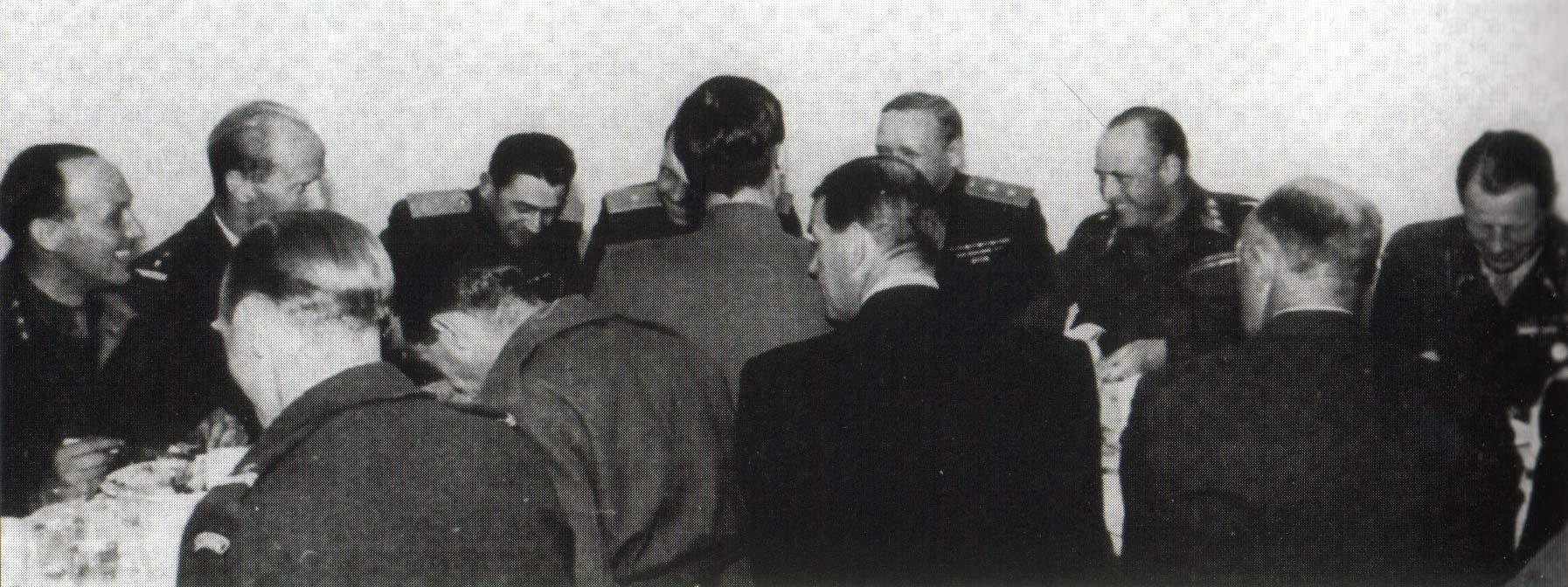
Cena nel comune norvegese di Kirkenes nel luglio del 1945. Sul retro da destra: il colonnello Dahl, il principe Olav e il comandante delle forze sovietiche in Norvegia, tenente generale Ščerbakov

A luglio i norvegesi ospitarono una cena con i sovietici a Kirkenes per celebrare la loro vittoria. Tra i presenti c'erano il principe ereditario norvegese Olav, Dahl e Ščerbakov.
Le ultime forze sovietiche si ritirarono dalla Norvegia il 25 settembre 1945.

## Eredità
La distruzione delle comunità linguistiche nel Finnmark ebbe un profondo effetto nell'area dopo la guerra. Dato che gli sforzi di ricostruzione nella regione erano in gran parte a carico dei funzionari che parlavano norvegese, la prevalenza delle lingue sami nelle comunità costiere diminuì drasticamente nell'era postbellica.
Ci sono state due celebrazioni della liberazione del Finnmark a Kirkenes. Il 25 ottobre 2014 la Norvegia celebrò il 70º anniversario e il 25 ottobre 2019 il 75°. Tra i presenti per entrambe le cerimonie c'erano il re Harald V, il Ministro di Stato della Norvegia Erna Solberg e il Ministro degli affari esteri russo Sergej Lavrov.